# کی میشل
کی میشل (انگلیسی: K. Michelle؛ زادهٔ ۴ مارس ۱۹۸۲) یک موسیقی‌دان اهل ایالات متحده آمریکا است. وی از سال ۲۰۰۹ میلادی تاکنون مشغول فعالیت بوده‌است.